# باث و سامرست شمال شرق
باث و سامرست شمال‌شرقی (به انگلیسی: Bath and North East Somerset) یک سکونتگاه مسکونی در بریتانیا است که در انگلستان واقع شده‌است.

## خصوصیات
باث و سامرست شمال‌شرقی ۳۵۱٫۱۲ کیلومترمربع مساحت دارد.